# Zemské volby v Hesensku 2018
Zemské volby v Hesensku v roce 2018 se konaly 28. října 2018, tedy v řádném termínu pěti let po volbách v roce 2013, a bylo v nich zvoleno 137 poslanců Hesenského zemského sněmu. Nejvíce hlasů i mandátů získala CDU (40 mandátů, 27,0 % tzv. druhých hlasů), dále Zelení (29 mandátů, 19,8 %), SPD (29 mandátů, 19,8 % - o 167 hlasů méně než Zelení), AfD (19 mandátů, 13,1 %), FDP (11 mandátů, 7,5 %) a jako poslední se do zemského sněmu dostala i Die Linke (9 mandátů, 6,3 %).
Současně s volbami se uskutečnilo i 15 referend.

## Situace před volbami

### Rozložení sil po předchozích volbách
Ve volbách v roce 2013 vyhrála Křesťanskodemokratická unie (CDU, 38,3 %, 47 mandátů) následovaná Sociálnědemokratickou stranou Německa (SPD, 30,7 %, 37 mandátů). S velkým odstupem se do parlamentu dostaly ještě tři další strany: Spojenectví 90/Zelení (11,1 %, 14 mandátů), Levice (5,2 %, 6 mandátů) a Svobodná demokratická strana (FDP, 5,0 %, 6 mandátů).
Ze stran, které nepřekročily uzavírací klauzuli, se nejlépe umístila Pirátská strana Německa s 1,9 % hlasů.
Volker Bouffier z CDU sestavil svou druhou vládu jako koaliční vládu CDU a Zelených.

### Kandidáti
Křesťanskodemokratickou unii vedl do voleb opět Volker Bouffier, SPD Thorsten Schäfer-Gümbel, Zelené Tarek Al-Wazir a Priska Hinzová, Levici Janine Wisslerová a FDP René Rock. Z doposud neparlamentních stran povede Alternativu pro Německo Rainer Rahn a Pirátskou stranu Německa Jürgen Erkmann.

### Předvolební průzkumy
Předvolební průzkumy od ledna do září 2018 udávaly poměrně stabilní odhady. Obě doposud se značným náskokem nejsilnější strany měly výrazně oslabit: CDU si měla pohoršit až o bezmála deset procentních bodů a získat jen zhruba 30 % hlasů, SPD čekala ztráta kolem šesti procentních bodů a tedy zisk kolem 24 %. Naopak Zelení si měli polepšit přibližně o tři procentní body na 14 % a zhruba stejného zisku by mohla dosáhnout i nově kandidující Alternativa pro Německo, u které byly průzkumy nejrozkolísanější a udávaly od 10 % do 15 %. FDP by měla uzavírací klauzuli překročit s bezpečnější rezervou a získat 7-9 %, naopak ostatní neparlamentní strany měly získat dohromady pouhá 4 %.

## Politické dopady voleb v roce 2018
Volker Bouffier, předseda hesenské CDU, po volbách začal sestavovat svou třetí vládu opět jako koaliční vládu CDU a Zelených. Tato vláda bude mít většinu jen jednoho mandátu. Bouffier ještě musí být zvolen zemským sněmem jako ministerský předseda. Výsledek CDU však nebyl uspokojivý. Již následujícího dne, 29. října 2018, ohlásila kancléřka Angela Merkelová svůj postupný odchod z německé politiky.